# Jančič
Jančič je priimek v Sloveniji, ki ga je po podatkih Statističnega urada Republike Slovenije na dan 1. januarja 2010 uporabljalo 831 oseb.

## Znani nosilci priimka
- Florjan Jančič (*1936), gasilski publicist
- Gregor Jančič - Moony, rock-glasbenik, pevec
- Iztok Jančič, pevec
- Jure Jančič (*1947), grafični oblikovalec
- Maja B. Jančič, ilustratorka
- Maja Bogataj Jančič (*1973), strokovnjakinja za avtorsko pravo (intelektualno lastnino)
- Margarita Carič Jančič, arhitektka
- Marjan Jančič, metalurg, jadralni pilot, pevec (tenorist) v zboru Slovenske filharmonije (1991 - 2018)
- Matjaž Jančič (*1967), nogometaš
- Nina Jančič, rokometašica
- Pavel Jančič, škof (ok. 1600)
- Peter Jančič (*1966), novinar in urednik
- Zlatko Jančič (*1950), komunikolog, strokovnjak tržno komuniciranje, univ. prof. (FDV)